# Guido Bindels
Guido Bindels (Vaals, 20 juli 1956) is een Nederlandse (sport)journalist en auteur van boeken. In 2010 gaf hij een biografie uit over oud wielrenner Teun van Vliet, genaamd Teun van Vliet: Drank, vrouwen, de koers en de dood. Het boek werd in april 2011 bekroond met de publieksprijs Sportboek van het Jaar. Dit boek vergaarde veruit de meeste stemmen en werd een bestseller. In zijn nog steeds zeer actuele boek Brigitte beschrijft hij, als vader van een ernstig meervoudig beperkte dochter, op emotionele én humoristische wijze hoe het in de samenleving ontbreekt aan de menselijke maat en wederzijds begrip. Het leidde tot Kamervragen en een succesvolle motie.

## Levensloop
Guido Bindels werd op 20 juli 1956 geboren in het Zuid-Limburgse Vaals. Op zijn zeventiende vertrok hij naar Amsterdam om geschiedenis te gaan studeren. Toch trok de journalistiek hem meer en in 1978 startte zijn carrière bij de dagbladen van Sijthoff Pers. Als journalist van de Haagsche Courant (1978-2005), chef sportredactie Haagsche Courant (1992-2004) en chef sportredactie Algemeen Dagblad/Rotterdams Dagblad (2005-2009) heeft Guido Bindels verslag gedaan van onder andere vijftien keer de Tour de France, de Olympische Spelen van Albertville, Atlanta, Nagano, Sydney en Salt Lake City. Als verslaggever schaatsen (1980-2003), wielrennen (1978-2003) en Geassocieerde Pers Diensten (GPD) heeft Guido Bindels vele tientallen kampioenschappen in diverse disciplines gevolgd.
In 2009 zei Guido Bindels na ruim dertig jaar de krant vaarwel om voor zichzelf te beginnen. Hij was actief als medewerker Grand Départ Tour de France in Rotterdam 2009-2010 en was als vrijwilliger mede-oprichter van Buddies, een non-profitorganisatie die zich inzet voor zieke mensen in hun laatste levensfase. Op de website van Guido Bindels worden alle recente activiteiten bijgehouden.
Na twee spirituele romans (‘Zielensprong’ en ‘Aphrodite van Satorini’) en twee sportboeken (‘Teun van Vliet’ en ‘Tourglorie’) verschenen in 2012 opnieuw twee titels van Guido Bindels. Een Engelstalig, waargebeurd verhaal 'Isabella, Because I Wasn't Worth It' en 'Onderweg', een bundeling van verhalen over wat de auteur zelf als sportjournalist in ruim 25 jaar tijd heeft meegemaakt tijdens zijn vele reizen.
In Hille (2013) beschreef hij vervolgens samen met de moeder van Hille het leven van een bijzonder kind met het Down-syndroom. Daarna verscheen Brigitte (2015), het boek dat voor de nodige (politieke) reuring zorgde en tot op de dag van vandaag actueel is. Met dit boek als leidraad zette Bindels zich in voor diverse projecten voor meer acceptatie en een betere zorg voor mensen met een beperking.
Toen in 2020 het coronavirus uitbrak ging Guido Bindels met zijn meervoudig beperkte dochter Brigitte in quarantaine en begon hij Zuchten van de Ziel. Elke avond een muziekclip en een verhaal. Omdat de thuisisolatie maar voort bleef duren vroeg Bindels gastschrijvers. Meer dan 100 afleveringen maakten ze samen. Het leverde een bijzonder tijdsbeeld op, met zeer persoonlijke verhalen van veelal bekende Nederlanders.
| Boeken                                                     |
| ---------------------------------------------------------- |
| Zielensprong (2003)                                        |
| De Aphrodite van Santorini (2006)                          |
| Tourglorie (Verrek hij leeft nog) (2010)                   |
| Teun van Vliet: Drank, vrouwen, de koers en de dood (2010) |
| Isabella (Because I Wasn't Worth It) (2012)                |
| Onderweg (2012)                                            |
| Hille (2013)                                               |
| Brigitte (2015)                                            |
| Zuchten van de ziel (2020)                                 |